# Hötjärnen (Torps socken, Medelpad, 692482-153165)
Hötjärnen är en sjö i Ånge kommun i Medelpad och ingår i Ljungans huvudavrinningsområde. Sjöns area är 0,02 kvadratkilometer och den är belägen 100 meter över havet.